# Cof
Cof je urejen, povezan šop niti, ki se uporablja za okras oblačil in drugih predmetov iz tekstila.
- Končan cof